# Меджидия
Вижте пояснителната страница за други значения на Меджидие.
Меджидия (на румънски: Medgidia) е град в окръг Констанца, Добруджа, Югоизточна Румъния.

## География
Градът се намира между река Дунав и Черно море, на 39 км от град Констанца. Населението му е 39 780 жители (2011 г.).

## История и етимология
Налице са археологически и документални данни за римски каструм, построен в района на селището през Античността. Първото споменаване на селищно образувание е в географски карти от XV век под името Кара-су (Черна вода). Градът получава днешното си име от Абдул Меджид, един от султаните на Османската империя. Според Йордан Йовков при посещение в Кара-су султанът намерил града нечист и кален, заобиколен със зловонни блата, поради което наредил да се прокопаят канали към Дунав и да се отведе водата на блатата. Затова и градът е прекръстен на негово име.

### Личности
Починали в Меджидия
- Георги Иванов Ненов, български военен деец, подпоручик, загинал през Първата световна война[2]
- Ефтим Спасов Савов, български военен деец, поручик, загинал през Първата световна война[3]
- Захари Цончев Тулешков, български военен деец, поручик, загинал през Първата световна война[4]
- Ибрахим Темо (1865 – 1939), албански възрожденец
- Куцар Йорданов Никифоров, български военен деец, подпоручик, загинал през Първата световна война[5]
- Лазар Вълков Вутев, български военен деец, подпоручик, загинал през Първата световна война[6]

## Побратимени градове
- Кахул (Молдова)
- Ялова (Турция)